# Jay Leggett
Jay Michael Leggett (Tomahawk (Wisconsin), 9 de agosto de 1963 – Tomahawk (Wisconsin), 23 de noviembre de 2013) fue un actor, cómico, productor, director y guionista estadounidense.

## Biografía
Leggett nació en Tomahawk (Wisconsin), y se graduó en bellas artes en la Universidad de Wisconsin. Comenzó su carrera en Chicago a estudiar con la leyenda de la improvisación Del Close antes de trasladarse a Hollywood para unirse al casting de la serie de Fox TV In Living Color. Leggett apareció en docenas de programas nacionales incluido el piloto de la NBC Urgencias. Escribió y produjo el film Empleado del mes, protagonizado por Matt Dillon y Christina Applegate. La película fue incluida en la sección oficial del Festival de Cine de Sundance. Leggett también escribió la película De perdidos al río de Paramount Pictures  con Dax Shepard y Seth Green. También produjo y protagonizó la serie de Spike TV Factory, y produjo y dirigió el documental To The Hunt, que dio a los espectadores una mirada a la cultura de la caza a través de las historias de varias chozas de caza diferentes en el condado de Lincoln, Wisconsin.
Leggett murió de un infarto el 23 de noviembre de 2013, a la edad de 50 años, después de un día de caza en Tomahawk.